# الخطايا السبعة للذاكرة
الخطايا السبعة للذاكرة: كيف ينسى العقل ويتذكر، كتاب للمؤلف دانيال سكاكتر، الرئيس السابق لقسم علم النفس في جامعة هارفرد والباحث المعروف في مجال الذاكرة.
يتمحور الكتاب حول نظرية التشابه بين (الأخطاء السبعة للذاكرة) والخطايا السبعة الكبرى، حيث إنك إذا حاولت تجنب الوقوع في هذه الأخطاء سوف تتحسن قدرتك على التذكر. يقول الكاتب أن خصائص الذاكرة البشرية ليست بالضرورة سيئة، بل هي في الواقع تحقق غاية نافعة في الذاكرة. على سبيل المثال إحدى مساوئ الذاكرة هي الاستمرارية، التي قد تقود إلى تنادر ما بعد الصدمة وفي المقابل فإن الاستمرارية أو الثبات، أمر حيوي لبقاء الذاكرة.

## نظرة عامة
سكاكتر يؤكد على أن عطل الذاكرة يمكن أن يقسم إلى سبعة تجاوزات أساسية أوخطايا وهي: سرعة الزوال، شرود الذهن، الحجب، سوء الإسناد، الإيحاء، التحيز، والاستمرار. الثلاث الأولى توصف بأنها خطايا اللامبالاة، بسبب الفشل في استعادة فكرة أو حقيقة أو حدث. الخطايا الأربعة الأخرى (سوء الإسناد، الإيحاء، التحيز والاستمرار) هي خطايا ارتكاب، معنى ذلك أنه هناك جزء من الذاكرة. موجود، ولكنه غير قابل للتصديق أو أنه ليس الواقع أو الحدث أو الفكرة المرغوبة.

## أنواع فشل الذاكرة
1-عَرضي أو وقتي
العرضي يشير إلى تدهور عام في نوع محدد من الذاكرة في وقت محدد ويمكن أن نتذكر أكثر الأحداث الأخيرة من أحداث أخرى في الماضي. وهذا ينطبق بشكل خاص مع الذاكرة العرضية، وذلك لأنه في كل مرة نتذكر الذاكرة العرضية تعمل، وذلك في إطار إعادة ترميز الحصين أو«قرن آمون» في المخ وتتغيير الذاكرة في كل مرة نقوم باستدعائها.
2-غياب الذهن
هذا النوع من تحطم الذاكرة يشمل المشاكل التي تحدث أثناء التقاء الانتباه بالذاكرة أعراضه الشائعة تتمثل بنسيان مكان المفاتيح، أو النظارات، أو نسيان موعدًا ما. والسبب يعود لعدم اعطاء الانتباه الكافي للمعلومات المراد تخزينها ثم استرجاعها في وقت لاحق.

## الحجب
الحجب يحدث حين تتداخل الذاكرة بالعقل أثناء محاولته استرجاع أو فك تشفير المعلومات، الحجب هي الظاهرة المعروفة بـ «على طرف لساني»، وهي انعدام القدرة المؤقت للوصول للمعلومة المخزنة. هناك نوعان من الحجب؛ وقائي وَ رجعي

## سوء الإسناد
سوء الإسناد هو أول خطية من خطايا الارتكاب التي ناقشها الكتاب. هو تذكُر معلومات صحيحة مع إسناد خاطئ لمصدر هذه المعلومات. كمثال: عندما يشهد شخصاً ما جريمة قتل بعد مشاهدة برنامج ما على التلفاز فإنه قد يلوم هذه الجريمة خطأ على شخصاً قد شاهده في البرنامج، هذا الخطأ له نتائج وخيمة في الأنظمة القانونية، بسبب عدم الاعتراف بشيوعه، وغالباً ما تكون الثقة الموضوعة في قدرة الشخص على معرفة مصدر المعلومات المهمة في تحديد الهوية الشخصية.

## الإيحاء
الإيحاء وسوء الإسناد يتشابهان قليلًا. وتتأثر في كثير من الأحيان ذكريات الماضي بالطريقة التي يتم استدعاؤها من جديد فعندما يتم التركيز على جوانب معينة خفية قد يكون من المرجح أن نوع معين من الذاكرة في بعض الأحيان يقوم بدمج هذه الجوانب بمحور الاهتمام فتتذكر سواء كانت واقعاً أو لم تحدث. على سبيل المثال، شخص ما يرى جريمة ترتكب بواسطة شخص غريب شعره أحمر حينما يقرأ هذا الشخص عن جريمة ارتكبت بواسطة مجرم شعر بني في صحيفة، يتذكر هذا الشخص مجرم بني الشعر بدلاً من مجرم أحمر الشعر.

## التحيز
خطيئة التحيز مشابهة لخطيئة الإيحاء في أن مشاعر الشخص ورؤيته للعالم تشوه تذكره للأحداث السابقة. ومن الممكن أن يتعلق ذلك بأحداث معينة أو التصور العام لفترة معينة من حياة شخص ما. ويحصل ذلك بسبب أن الذكريات تشفر عندما يكون الشخص بمستوى معين من اليقظة وتتبادر فجأة إلى ذهنه مشاعر معينة بسرعة أكبر عندما يكون بحالة مزاجية مماثلة للذكرى. وبالتالي قد يقوم بالغ باستعادة ذكريات الطفولة بولع، والذي يحثه على القيام بذلك هي ذكريات إيجابية من ذلك الزمن الذي قد لا يكون في الواقع يمثل متوسط مزاجه خلال مرحلة طفولته.

## الاستمرار
هذا العطل في نظام الذاكرة يشمل عدم الإرادة في استرجاع المعلومات المزعجة يمكن للذكرى أن تتراوح بين خطأ في العمل إلى تجربة حقيقية مؤلمة، والتذكر المستمر يمكن أن يؤدي إلى تشكيل الرهاب لما بعد الصدمة واضطرابات الإجهاد بل وحتى للانتحار في الحالات المتعبة والمقحمة.